# Пенитенциарная система в Московской области
На территории Московской области в ведении Федеральной службы исполнения наказаний находятся:
- 10 следственных изоляторов (учреждения ФБУ СИЗО): СИЗО-1 в Ногинске, СИЗО-2 в Волоколамске, СИЗО-3 в Серпухове, СИЗО-4 в Можайске, СИЗО-5 в Кашире, СИЗО-6 в Коломне, СИЗО-7 в Егорьевске, СИЗО-8 в Сергиевом Посаде, СИЗО-10 в Можайске (Посёлок имени Дзержинского), СИЗО-11 в Ногинске. Ни в одном регионе России больше нет такого количества следственных изоляторов, как в Московской области.

- 6 различных колоний:
  - Колония-поселение  (КП-3) в Электростали
  - вблизи Можайска (Посёлок имени Дзержинского) расположены две колонии — женская исправительная колония (ИК-5) и воспитательная колония (МВК).
  - в посёлке Новое Гришино Дмитровского района, недалеко от посёлка Икша, находится мужская исправительная колония общего режима (ИК-1).
  - в Коломне — мужская исправительная колония общего режима (ИК-6).

Кроме этого в состав УФСИН входят:
- отдел специального назначения — «Факел» (базируется в промышленной зоне Москвы в районе Капотня)
- межрегиональный учебный центр в посёлке Фрязево Ногинского района
- 66 уголовно-исполнительных инспекций (УИИ), где исполняются наказания, не связанные с лишением свободы, из них 16 — межрайонных (МРУИИ). По количеству УИИ Московская область занимает второе место в Российской Федерации.[2]